# Mering
Mering är en köping (Markt) i Landkreis Aichach-Friedberg i Regierungsbezirk Schwaben i förbundslandet Bayern i Tyskland.
Köpingen ingår i kommunalförbundet Mering tillsammans med kommunerna Schmiechen och Steindorf.